# Rio Piranhas
Rio Piranhas é um rio intermitente localizado no estado brasileiro da Paraíba. É um afluente pela margem esquerda do Rio Piranhas-Açu e faz parte de bacia hidrográfica que leva o mesmo nome.
O rio está inserido na região semiárida, o seu leito seco é perenizado pelo açude Curema, localizado no município de Coremas.